# مزرعة حسن زماني (هشيوار)
مزرعة حسن زماني (بالإنجليزية: Mazraeh-ye Hasan Zemani)‏ هي منطقة سكنية تقع في إيران في فارس.